# محمدرضا وطن‌دوست
محمدرضا وطن‌دوست ( زادهٔ  ۲ اردیبهشت ۱۳۵۷ در ساری)، نویسنده، پژوهشگر، کارگردان، تهیه‌کننده و مدرس سینما است. او برندهٔ چند جایزه و تندیس ملی و بین‌المللی از جمله: تندیس بهترین فیلم سینمایی از جشنواره بین المللی فیلم توکیو ژاپن ۲۰۲۲، تندیس بهترین فیلم سینمایی اول از جشنواره جهانی فیلم مونترال کانادا ۲۰۰۹، جایزه نگاه هنری بهترین فیلم از جشنواره بین‌المللی فیلم بیگ اسکای آمریکا ۲۰۱۹، تندیس بهترین کارگردانی از جشنواره بین‌المللی فیلم بیروت لبنان ۲۰۱۹ شده است.‌‌
حکم اعدام وی در پی تجاوز به چند دختر تایید شده است.

## زندگی‌نامه
او اهل ساری است. نخستین تجربه هنری اش در سن ۹ سالگی بازی در تئاتر مدرسه بود. او با نمایش‌های پایان یک رؤیا و خودآ در ۲ جشنواره دانش آموزان، تمامی جوایز شهرستان و استان را کسب کرد. نمایش او به عنوان نمایش برتر در ۲ جشنواره دانش آموزان کشور حضور داشت و جوایز بهترین طراحی صحنه و بازیگری نصیب کارش شد. او به عنوان بازیگر، کارگردان و طراح صحنه در ۱۰ نمایش حضور داشت و ۱۳ جایزه کسب کرد. 
وطن دوست بعد از دریافت دیپلم ریاضی فیزیک، با رتبه ممتاز در رشته مهندسی کامپیوتر نرم افزار تهران قبول شد اما به دلیل علاقه وافر به رشته هنر انصراف داد و بعد از خدمت سربازی، با رتبه ۵ در کنکور سراسری هنر در رشته سینما، دانشکده سینما و تئاتر دانشگاه هنر تهران، پذیرفته شد. و کارشناسی ارشد را در ۲ رشته جامعه‌شناسی و پژوهش هنر با گرایش آسیب شناسی سینمای مستند در تهران ادامه داده است. و نیز مدرک عالی بازیگری را زیر نظر استاد محمدعلی کشاورز در حوزه هنری دریافت کرده است.تحصیلات او در مقطع دکترای حرفه ای، مدیریت رسانه در دانشگاه تهران است. 

## فعالیت‌ها
- در اولین سال دانشجویی اش (۱۳۸۰) فیلم کوتاه داستانی تشنا را ساخت که با آن ۳ جایزه ملی دریافت کرد.
- سال ۱۳۸۲ مستند شاعرانه و ضدجنگ در دامان سرخ کوه، یکی از پر افتخارترین فیلم های سینمای مستند ایران را، تهیه و کارگردانی کرده و ۲۰ جایزه ملی و بین‌المللی همچون تندیس جشنواره بین‌المللی فیلم EARTH VISION توکیو ۲۰۰۶، تندیس بهترین فیلم از جشنواره بین المللی فیلم کوتاه تهران ۱۳۸۳ و ۷ جایزه از جشنواره ملی دانشجویان ایران را نصیب خود کرده‌ است.[۳]
- سال ۱۳۸۴ فیلم مستند ذوالجناح، روز پنجاه هزار سال را برای پایان‌نامه تحصیلی اش، نویسندگی و کارگردانی و با نمره ۲۰ از آن دفاع کرد. او با این فیلم ۱۲ جایزه همچون  تندیس کتاب زرین بهترین مستند از جشنواره بین‌المللی فیلم رشد ۱۳۸۵ و تندیس ویژه هیئت داوران از جشنواره بین المللی فیلم دانشجویان ایران ۱۳۸۴ را نصیب خود کرده‌است.[۴][۵]
- اولین فیلم بلند سینمایی او، وقتی لیموها زرد شدند، فیلمی شاعرانه و ضد جنگ، در سال ۱۳۸۶ فیلمبرداری شده‌است که حضور بین‌المللی موفقی داشته و ۱۲ جایزه ملی و بین‌المللی همچون تندیس بهترین فیلم اول از جشنواره بین‌المللی فیلم مونترال کانادا ۲۰۰۹[۶]، تندیس جایزه ویژه هیات داوران برای بهترین فیلم و تندیس بهترین فیلمبرداری از جشنواره بین‌المللی فیلم آوانکای پرتغال ۲۰۱۰[۷]، تندیس بهترین کارگردانی از جشنواره بین‌المللی فیلم تیرانای آلبانی ۲۰۱۰ و جایزه بهترین فیلمبرداری از جشنواره بین‌المللی فیلم فجر ۱۳۸۷ را نصیب خود کرده‌ است.
- مستند سینمایی «ننا» فیلمی تجربی، در ستایش عشق و زمین، که در مدت ۶ سال (۱۳۸۹-۱۳۹۵) در شمال ایران فیلم‌برداری و تهیه شده است. در سال ۱۳۹۵ تندیس فیروزه ای جایزه ویژه هیئت داوران بخش ملی در دهمین جشنواره بین‌المللی سینمای مستند ایران(سینماحقیقت) را کسب کرد[۸] و با بیشترین نامزدی در ۶ بخش کاندیدای بهترین فیلم، بهترین فیلم هنر و تجربه، بهترین کارگردانی، بهترین تصویر، بهترین صدا، بهترین موسیقی شده‌است.[۹]
- مستند داستانی لوتوس، فیلمی شاعرانه و ضدجنگ، یکی از پرافتخارترین فیلم‌های سینمای مستند ایران را در سال ۱۳۹۶ کارگردانی و تهیه کرده است. این فیلم جوایز ملی و بین‌المللی بسیاری همچون جایزه نگاه هنری از شانزدهمین دوره جشنواره بین‌المللی فیلم «بیگ اسکای» آمریکا[۱۰]، تندیس بهترین کارگردانی از هجدهمین جشنواره بین‌المللی فیلم «بیروت» لبنان[۱۱]، تندیس طلایی بهترین فیلم مستند از بنیاد هنری شارجه امارات ۲۰۱۹[۱۲]،‌ تندیس فیروزه ای جایزه ویژه هیئت داوران در بخش بین‌الملل یازدهمین دوره جشنواره بین‌المللی سینماحقیقت ایران، و تندیس شایستگی بهترین فیلم مستند از دهمین جشن مستقل سینمای مستند ایران در خانه سینما را نصیب خود کرده‌است.[۱۳]
- مستند داستانی لسک را در سال ۱۳۹۷ تهیه و کارگردانی کرده است. این فیلم برنده تندیس بهترین فیلم (انسجام ملی) از سی‌وششمین جشنواره بین‌المللی فیلم کوتاه تهران[۱۴]، و تندیس بهترین فیلم (بخش آوینی) از دوازدهمین جشنواره بین‌المللی سینماحقیقت ایران شده است.[۱۵]
- وطن دوست اولین مستندسازی است که با کسب سه جایزه در سه سال پیاپی از جشنواره بین‌المللی سینماحقیقت، به اصطلاح فوتبالدوستان هت‌تریک کرد. او با مستند سینمایی «ننا» برنده جایزه ویژه هیئت داوران بخش مسابقه ملی دورهٔ دهم سینماحقیقت شد؛ سال بعد با «لوتوس» جایزه ویژه هیئت داوران بخش مسابقه بین‌الملل جشنواره را بدست آورد و در دوازدهمین دورهٔ این رویداد هم با «لِسِک» موفق به کسب تندیس بخش جایزه آوینی شد.[۱۶]
- پروانه‌ها فقط یک روز زندگی می‌کنند دومین فیلم بلند سینمایی محمدرضا وطن دوست است که سال ۱۴۰۱ در شمال ایران (مازندران) فیلمبرداری شده‌ است.[۱۷] این فیلم در اولین پخش جهانی در جشنواره بین‌المللی فیلم توکیو ۲۰۲۲ در بخش مسابقه به نمایش در آمد و برنده تندیس بهترین فیلم شد.[۱۸] [۱۹]
- وطن دوست به عنوان هیئت داوری، انتخاب و شورای سیاست گذاری درجشنواره‌های متعددی همچون جشنواره بین المللی فیلم رشد، جشنواره جشنواره های سینمای جوان، جشنواره سینمای جوان ایران (شبدیز)، جشنواره فیلم وارش، جشنواره مراکز صدا و سیماهای ایران و جشنواره فیلم دانشجویان حضور داشته‌است. او مدرس دانشگاه است و تا کنون ورک شاپ های  ملی و بین‌المللی بسیاری در زمینه سینمای تجربی، سینمای مستند، سینمای خلاق داستانی و هنرهای جدید برگزار کرده‌است. وی همچنین مدرس نویسندگی و کارگردانی در کارگاه آموزشی جشنواره بین‌المللی آوانکای پرتغال ۲۰۱۱ نیز بوده‌است و مدرس کارگردانی، مستندسازی و خلاقیت در مراکز آموزش صدا و سیمای ایران می‌باشد.[۲۰][۲۱][۲۲]

## فیلم‌شناسی
- تشنا: فیلم کوتاه داستانی (کارگردان، تدوین گر) ۱۳۸۰
- در دامان سرخ کوه: فیلم مستند (پژوهشگر، کارگردان، تهیه‌کننده و تدوین گر) ۱۳۸۲
- ذوالجناح، روز پنجاه هزار سال: فیلم مستند داستانی (پژوهشگر، کارگردان، تهیه‌کننده و تدوین گر) ۱۳۸۴
- وقتی لیموها زرد شدند: فیلم سینمایی (نویسنده، کارگردان، تهیه‌کننده و تدوین گر) ۱۳۸۶
- کوهستان قندیل: فیلم سینمایی (مشاور فیلمنامه، تدوین گر) کارگردان: طاها کریمی ۱۳۸۸[۲۳]
- مستند تجربی ننا: فیلم بلند تجربی (نویسنده، فیلمبردار، کارگردان، تهیه‌کننده و تدوین گر) ۱۳۹۵
- مستند داستانی لوتوس: فیلم مستند داستانی (نویسنده، فیلمبردار، کارگردان، تهیه‌کننده و تدوین گر) ۱۳۹۶[۲۴]
- مستند داستانی لسک: فیلم مستند داستانی (نویسنده، کارگردان، تهیه‌کننده و تدوین گر) ۱۳۹۷[۲۵]
- برف های سپید سرگردان: فیلم تجربی (نویسنده، فیلمبردار، کارگردان، تهیه‌کننده و تدوین گر) ۱۳۹۸
- پروانه ها فقط یک روز زندگی می کنند: فیلم سینمایی (نویسنده، کارگردان، تهیه‌کننده و تدوین گر) ۱۴۰۱[۲۶]

## کاندیداتوری، تندیس‌ها و جوایز
- برنده تندیس بهترین فیلم از جشنواره بین‌المللی فیلم توکیو ژاپن ۲۰۲۲ پروانه ها فقط یک روز زندگی می کنند[۲۷]
- تندیس طلایی بهترین فیلم مستند از بنیاد هنری شارجه امارات ۲۰۱۹ (لوتوس)[۲۸]
- تندیس چوب باران (Rain Stick)، جایزه بهترین فیلم مستند هیئت داوران از جشنواره بین‌المللی «ForadCamp» اسپانیا ۲۰۱۹(لوتوس)[۲۹]
- جایزه بهترین فیلم انجمن فرهنگی گرانولرز بارسلون در جشنواره بین‌المللی «ForadCamp» اسپانیا ۲۰۱۹ (لوتوس)
- تندیس الف زرین (Alef Award) برای بهترین کارگردانی از هجدهمین جشنواره بین‌المللی فیلم بیروت لبنان ۲۰۱۹ (لوتوس)[۳۰]
- جایزه نگاه هنری (Artistic Vision Award) از شانزدهمین جشنواره بین‌المللی فیلم بیگ اسکای آمریکا ۲۰۱۹ (لوتوس)[۳۱]
- تندیس و دیپلم افتخار بهترین فیلم مستند از سی‌وششمین جشنواره بین‌المللی فیلم کوتاه تهران  ۱۳۹۸(لِسِک)[۳۲]
- تندیس جایزه ویژه و لوح سپاس بهترین فیلم از نهمین جشنواره بین‌المللی فیلم وارش ۱۳۹۸ (لوتوس)[۳۳]
- کاندیدای بهترین فیلم در بیست و پنجمین جشنواره بین‌المللی فیلم مستند شفیلد انگلستان ۲۰۱۸ (لوتوس)[۳۴]
- کاندیدای بهترین فیلم در بیست و چهارمین جشنواره بین‌المللی فیلم لوس آنجلس آمریکا ۲۰۱۸ (لوتوس)[۳۵]
- کاندیدای بهترین فیلم در بیست و دومین جشنواره بین‌المللی فیلم مستند جیلاوا جمهوری چک ۲۰۱۸ (لوتوس)[۳۶]
- کاندیدای بهترین فیلم در پانزدهمین جشنواره بین‌المللی فیلم منچستر انگلستان ۲۰۱۸ (لوتوس)[۳۷]
- کاندیدای بهترین فیلم در سومین جشنواره بین‌المللی فیلم زردآلوی زمستانی مقدونیه ۲۰۱۸ (لوتوس)[۳۸]
- تندیس کتاب زرین بهترین فیلم مستند بخش بین‌الملل از چهل و هشتمین جشنواره بین‌المللی فیلم رشد ۱۳۹۷ (لوتوس)[۳۹]
- تندیس شایستگی بهترین فیلم مستند از دهمین جشن مستقل سینمای مستند ایران ۱۳۹۷ (لوتوس)[۴۰]
- کاندیدای بهترین کارگردانی فیلم مستند از دهمین جشن مستقل سینمای مستند ایران ۱۳۹۷ (لوتوس)[۴۱]
- کاندیدای تندیس بهترین فیلم مستند در بیستمین جشن بزرگ سینمای ایران ۱۳۹۷ (لوتوس)[۴۲]
- تندیس و دیپلم افتخار بهترین فیلم از دوازدهمین جشنواره بین‌المللی سینماحقیقت ایران در بخش آوینی،۱۳۹۷ (لِسِک)[۴۳]
- تندیس فیروزه ای جایزه ویژه هیئت داوران بخش بین‌الملل در یازدهمین جشنواره بین‌المللی سینمای مستند ایران، سینماحقیقت ۱۳۹۶ (لوتوس)[۴۴]
- تندیس فیروزه ای جایزه ویژه هیئت داوران بخش ملی در دهمین جشنواره بین‌المللی سینمای مستند ایران، سینماحقیقت ۱۳۹۵ (ننا)[۴۵]
- کاندیدای بهترین فیلم در دهمین جشنواره بین‌المللی سینمای مستند ایران، سینماحقیقت ۱۳۹۵ (ننا)
- کاندیدای بهترین فیلم هنر و تجربه در دهمین جشنواره بین‌المللی سینمای مستند ایران، سینماحقیقت ۱۳۹۵ (ننا)
- کاندیدای بهترین کارگردانی در دهمین جشنواره بین‌المللی سینمای مستند ایران، سینماحقیقت ۱۳۹۵ (ننا)[۴۶]
- تندیس بهترین فیلم از جشنواره فیلم ایران و آمریکا، واشینگتن ۲۰۱۴ (وقتی لیموها زرد شدند)
- تندیس بهترین فیلم از جشنواره فیلم نور، آمریکا، لوس آنجلس ۲۰۱۴ (وقتی لیموها زرد شدند)
- کاندیدای Arri-Zeiss-Awards برای بهترین فیلم از جشنواره بین‌المللی فیلم مونیخ ۲۰۱۰ (وقتی لیموها زرد شدند)
- کاندیدای CineVision Awardبرای بهترین فیلم اول از جشنواره بین‌المللی فیلم مونیخ ۲۰۱۰ (وقتی لیموها زرد شدند)
- کاندیدای بهترین فیلم از جشنواره بین‌المللی فیلم شانگهای چین ۲۰۱۰ (وقتی لیموها زرد شدند)[۴۷]
- تندیس ویژه هیئت داوران برای بهترین فیلم از جشنواره بین‌المللی فیلم آوانکای پرتغال ۲۰۱۰ (وقتی لیموها زرد شدند)
- تندیس بهترین فیلمبرداری از جشنواره بین‌المللی فیلم آوانکای پرتغال ۲۰۱۰(وقتی لیموها زرد شدند)
- تندیس بهترین کارگردانی جشنواره بین‌المللی فیلم تیرانای آلبانی ۲۰۱۰ (وقتی لیموها زرد شدند)[۴۸]
- کاندیدای بهترین فیلم از جشنواره بین‌المللی فیلم سائوپائولو برزیل ۲۰۰۹ (وقتی لیموها زرد شدند)[۴۹]
- تندیس بهترین فیلم اول از جشنواره بین‌المللی فیلم مونترال کانادا ۲۰۰۹ (وقتی لیموها زرد شدند).[۵۰]
- جایزه اول بهترین فیلم صلیب سرخ جهانی ICRC از جشنواره بین‌المللی فیلم رشد ۱۳۸۸ (وقتی لیموها زرد شدند)
- جایزه بهترین فیلمبرداری از جشنواره بین‌المللی فیلم فجر ۱۳۸۷ (وقتی لیموها زرد شدند)
- تندیس کتاب زرین و دیپلم افتخار بهترین مستند از جشنواره بین‌المللی فیلم رشد ۱۳۸۵ (ذوالجناح، روز پنجاه هزار سال)
- تندیس و دیپلم افتخار بهترین فیلم مستند بخش بین‌الملل در جشنواره بین‌المللی فیلم دانشجویان (در دامان سرخ کوه)[۵۱]
- تندیس و دیپلم افتخار از جشنواره بین‌المللی فیلم EARTH VISION توکیو ۲۰۰۶ (در دامان سرخ کوه)
- تندیس ویژه شهر دیاربکر از جشنواره فیلم DIYARBAKIR ترکیه ۲۰۰۵ (در دامان سرخ کوه)
- تندیس و دیپلم افتخار بهترین فیلم مستند در جشنواره فیلم کوتاه تهران ۱۳۸۳ (در دامان سرخ کوه)[۵۲]
- لوح زرین، جایزه اول ویژه هیئت داوران و دیپلم افتخار از جشنواره فیلم مستند کیش ۱۳۸۲ (در دامان سرخ کوه)[۵۳]

### جوایز شخصی، تجلیل و بزرگداشت
- هنرمند برگزیده حوزه هنری کشور در سال ۹۷ (سالن سوره حوزه هنری تهران، ۲۰ فروردین ۹۸)
- تندیس خانه سینمای مستند مازندران در جشن افتتاحیه «خانه سینمای مستند مازندران» (سینما کانون ساری- اسفند ماه ۱۳۹۷)[۵۴]
- تجلیل و اهدأ لوح افتخار در مراسم افتتاحیه سی و ششمین جشنواره بین‌المللی فیلم فجر (سینما سپهر ساری- بهمن ماه ۱۳۹۶)[۵۵]
- تقدیر از محمدرضا وطن دوست بعنوان مستندساز برتر کشور، به دلیل فعالیت شایان توجه در حوزه کتاب (اداره کل کتابخانه‌های عمومی مازندران- بهمن ماه ۱۳۹۶)[۵۶]
- تندیس شاخه شمشاد و لوح سپاس از انجمن فیلمسازان شمال در جشن بزرگ «شب سینمای ایران» (سینما هنر و تجربه بابل- شهریور ماه ۱۳۹۶)
- تندیس جشنواره، لوح سپاس و تجلیل در مراسم اختتامیه نخستین جشنواره تئاتر طنز دیالوگ (اداره کل فرهنگ و ارشاد اسلامی مازندران- خرداد ماه ۱۳۹۴)[۵۷]
- تجلیل و اهدأ دیپلم افتخار دربیست و هشتمین جشنواره بین‌المللی فیلم فجر (سینما سپهر ساری- بهمن ماه۱۳۸۸)[۵۸]
- تجلیل و اهدأ دیپلم افتخار در جشنواره بین‌المللی فیلم رشد (سینما سپهر ساری -۱۳۸۸)
- تجلیل و اهدأ لوح سپاس دراولین جشنواره فیلم کوتاه رحمت (سینما جهان‌نما چالوس- آذر ماه۱۳۸۸)[۵۹]
- تجلیل و مرور آثار در سی و نهمین جشنواره بین‌المللی فیلم رشد (سینما فلسطین تهران-آبان ماه ۱۳۸۸)[۶۰]

## گفتگو با کارگردان
- «وطن دوست» در گفتگو با سوره سینما: «وقتی لیموها زرد شدند» از تأثیر جنگ بر روابط عاطفی انسانها می‌گوید.لینک گفتگو